# 吉姆·霍尔 (程序员)
吉姆·霍尔（英語：Jim Hall (James Hall)）是一名美国计算机程序员，倡导自由软件，他最知名的是开发了FreeDOS。 在1994年霍尔开发了MS-DOS操作系统的免费替代品，当时他还是威斯康星大学河瀑分校的物理系学生。他仍然保持FreeDOS活跃，目前是该项目的协调员。